# Ганс Смітс
Ганс Смітс (нід. Hans Smits, 24 січня 1956) — нідерландський ватерполіст.
Бронзовий призер Олімпійських Ігор 1976 року.